# Strellc i Ulët
Strellc i Ulët o Strellc i Poshtëm (in serbo Доњи Стреоц?, Donji Streoc) è un paese che si trova in Kosovo, nel comune di Dečani (in albanese Deçan), nel distretto di Gjakova. Questo paese conta 2 850 abitanti.